# نقاب آپولون
نقاب آپولون رمانی تاریخی، اثر ماری رنولت است. داستان آن در یونان باستان اندکی پس از پایان جنگ پلوپونزی روی می‌دهد. داستان آن دربارهٔ اجرای تئاترهای زنده و دسیسه‌چینی‌های سیاسی در جوار دریای مدیترانه در آن روزگار است. راوی داستان، نیکراتوس، شخصیتی خیالی است اما شخصیت‌های تاریخی واقعی نظیر دیون سیراکوزی و افلاطون نیز در این رمان نقش‌آفرینی می‌کنند. این رمان را سهیل سمی به فارسی ترجمه و انتشارات ققنوس منتشر کرده‌است.

## داستان
نیکراتوس بازیگر حرفه‌ای و موفق تئاتر است و نویسنده به‌روشنی تصاویری از فنون و سنن تراژدی‌های یونان کلاسیک را در ذهن خواننده مجسم می‌سازد.
نیکراتوس با دیون دوست می‌شود. دیون سیاست‌مداری میانه‌رو است که نیکراتوس را مأمور رساندن سندهای مهم و حساس بین آتن و دولت‌شهر نیرومند اما بی‌ثبات سیراکوز می‌کند. دیون سعی می‌کند ثبات و دموکراسی را به دولت انتقالی سیراکوز بیاورد اما دیونوسیوس جوان، وارث جوان حاکم مستبد شهر، با ناشایستگی هرچه تمام سعی در به کارگیری نظریه‌های افلاطون دربارهٔ جمهوریت آرمانی می‌کند که این امر نتایج مفتضح و وحشتناکی را به بار می‌آورد. در انتهای کتاب، نیکراتوس با اسکندر جوان و معشوقش، هفستیون، دیدار می‌کند و تأسف می‌خورد از اینکه چرا افلاطون آموزگار خصوصی اسکندر نشد تا اسکندر کبیر ایده‌های اجتماعی افلاطون را دنبال کند و جمهوری آرمانی مد نظر او را با موفقیت اجرایی کند.